# Retardo (telecomunicación)
El retardo (en inglés y más comúnmente, lag) es una demora que se produce en una telecomunicación desde que se envía información desde un origen hasta que llega a su destino. Aunque este retardo puede deberse a una alta latencia de la red, también puede producirse debido a que no exista suficiente potencia de procesamiento en el servidor o cliente destino con el que se establece la comunicación, o en el cliente local en forma de retardos de entrada, saltos de imagen o cortes de audio y vídeo.
El lag produce generalmente una pésima experiencia a nivel comunicativo, tanto en el envío de datos como en el usuario o usuarios que están utilizando Internet en el momento en que se produce, ya que ralentiza sobremanera las aplicaciones que se están ejecutando.
El retardo en las redes puede estar causado por diferentes motivos, y es uno de los factores determinantes en la cuantificación del rendimiento de una red. Toda comunicación a distancia implica un cierto retardo en la llegada de los mensajes, por lo que este término se aplica cuando ese retardo es lo suficientemente prolongado como para dificultar la interacción entre los usuarios y hacer evidente la falta de simultaneidad entre ellos. 
Uno de los problemas en la retransmisión de vídeos es que se retrasa la descarga para su visualización y su imagen empeora. En la música resulta frustrante puesto que se puede llegar a escuchar entrecortado. En las llamadas, el tiempo diferido del mensaje suele aumentar y su calidad ser pésima. En los videojuegos ocurre un retardo en la imagen y sonidos del mismo, algunos objetos se encuentran fuera de lugar o en dos lugares al mismo tiempo.

## Dispositivos que pueden sufrir retardos
- Los retardos se notan especialmente en comunicaciones telefónicas vía satélite, en las que la señal puede tardar más de 250 ms en llegar.[5] La sensación que se produce es que el interlocutor tarda en contestar, con lo que la conversación resulta molesta.
- También se produce en internet cuando una página web tarda en cargar.
- También cuando se está viendo un contenido en vivo (canal de TV en línea, radio en línea, retransmisión) que transmite a velocidades menores al del ancho de banda, este se detiene o se pierde la calidad.
- También ocurre así en los chat de algunos programas que están únicamente destinados a la comunicación vía mensajes instantáneos; y otros de intercambio de archivos, como los P2P, por citar un ejemplo. Ocurre que los mensajes de los demás usuarios de la sala del chat quedan congelados y si el problema es temporal los mensajes salen de repente y a gran velocidad.
- Otro caso moderno se da en los juegos en línea masivos, en los cuales a veces un personaje se queda detenido unos segundos o se mueva a saltos, lo que provoca una mala jugabilidad para todos los implicados.
- Los antiguos reproductores portátiles de CD Audio mejor conocidos por Discman, al caminar o hacer deporte también eran propensos a sufrir alteraciones en el correcto disfrute lineal del contenido sonoro, motivo por el cual los fabricantes incluyeron un búfer de datos de almacenamiento para tratar de mantener el contenido sonoro lo más lineal posible y así el usuario no notase las interrupciones.

## Causas de los retardos en redes informáticas y juegos en línea

### Rendimiento pobre de la red
Los paquetes son interrumpidos en su camino por fallos en los enrutadores, la red no puede soportar la cantidad de paquetes requeridos (ver ancho de banda) o los paquetes pasan a través de una cantidad inusualmente grande de rúteres antes de alcanzar su destino.

### Insuficiente potencia de procesamiento del servidor
El retardo también puede ser experimentado cuando el usuario realiza un pedido que no se encuentra en la caché y la respuesta requiere una gran cantidad de procesamiento antes de poder ser enviada. Esto afecta a los juegos multijugador generalmente en las horas de mayor actividad donde el servidor se ve exigido por tener que procesar la información de una enorme cantidad de usuarios conectados.

### Insuficiente potencia de procesamiento del cliente
Esto es provocado por falta de memoria RAM o virtual, que es insuficiente e incluso con la más rápida conexión, una computadora lenta puede tener dificultades para procesar la información que está siendo transmitida si varias aplicaciones están ejecutándose al mismo tiempo. Además, los spywares y programas para P2P disminuyen la eficiencia del sistema y de la conexión.
Las computadoras lentas pueden ser actualizadas fácilmente tanto en hardware como en software para así mejorar su eficiencia. También ayuda eliminar spywares, troyanos y virus, y detener los programas P2P que se estén ejecutando simultáneamente o configurar el programa de red de pares para que no cargue archivos a internet, solo descargue.

### Retardo en juegos en línea
Todos los juegos en línea, especialmente los de tiempo real, pueden experimentar retardos debido a una combinación del retraso de procesamiento local y la latencia de las comunicaciones. Esto depende de la tolerancia al lag del usuario y de la subida y bajada de datos de Internet.